# Peña (colina)

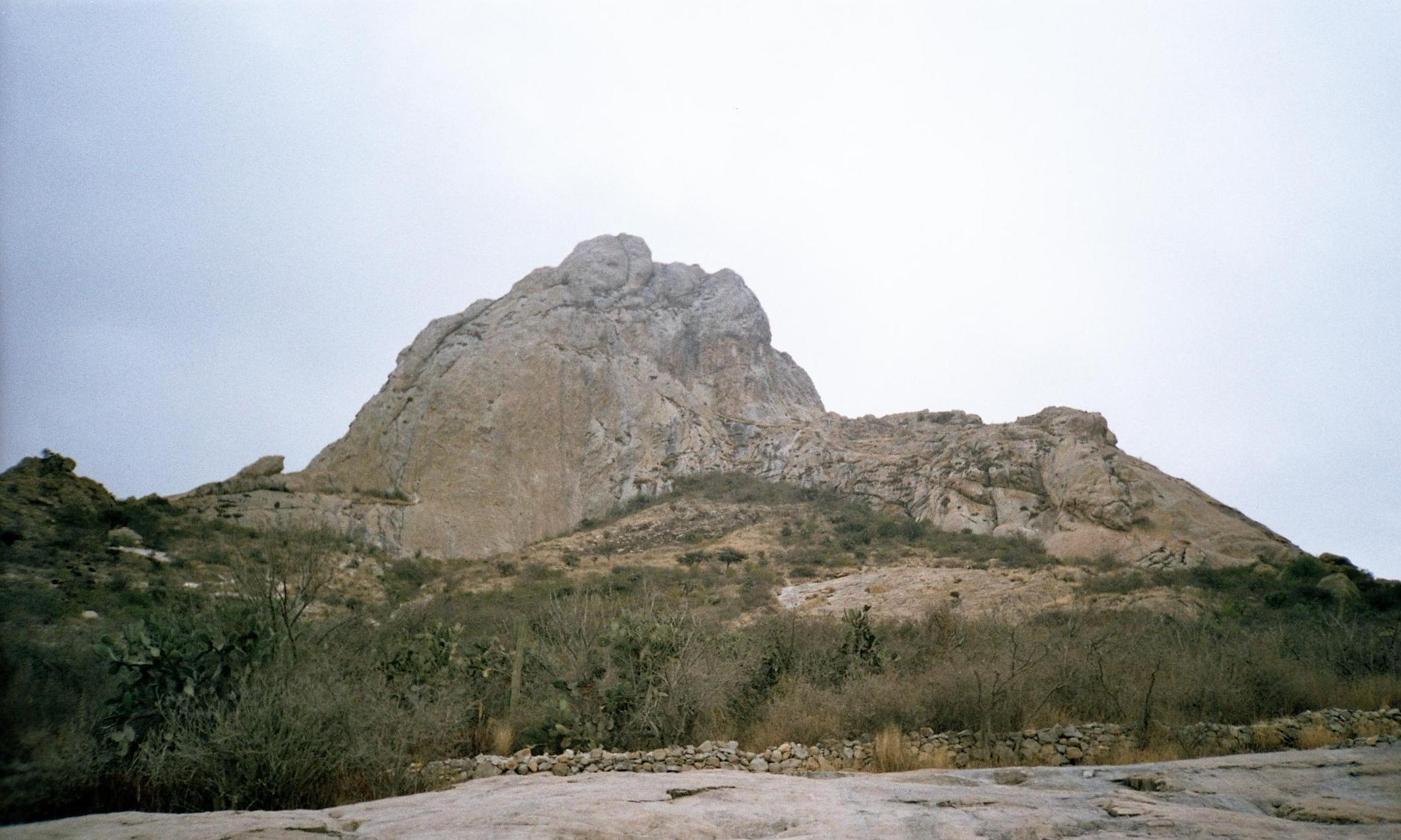
La Peña de Bernal es por su tamaño la tercera mayor del mundo. Ubicada en el estado de Querétaro, México.

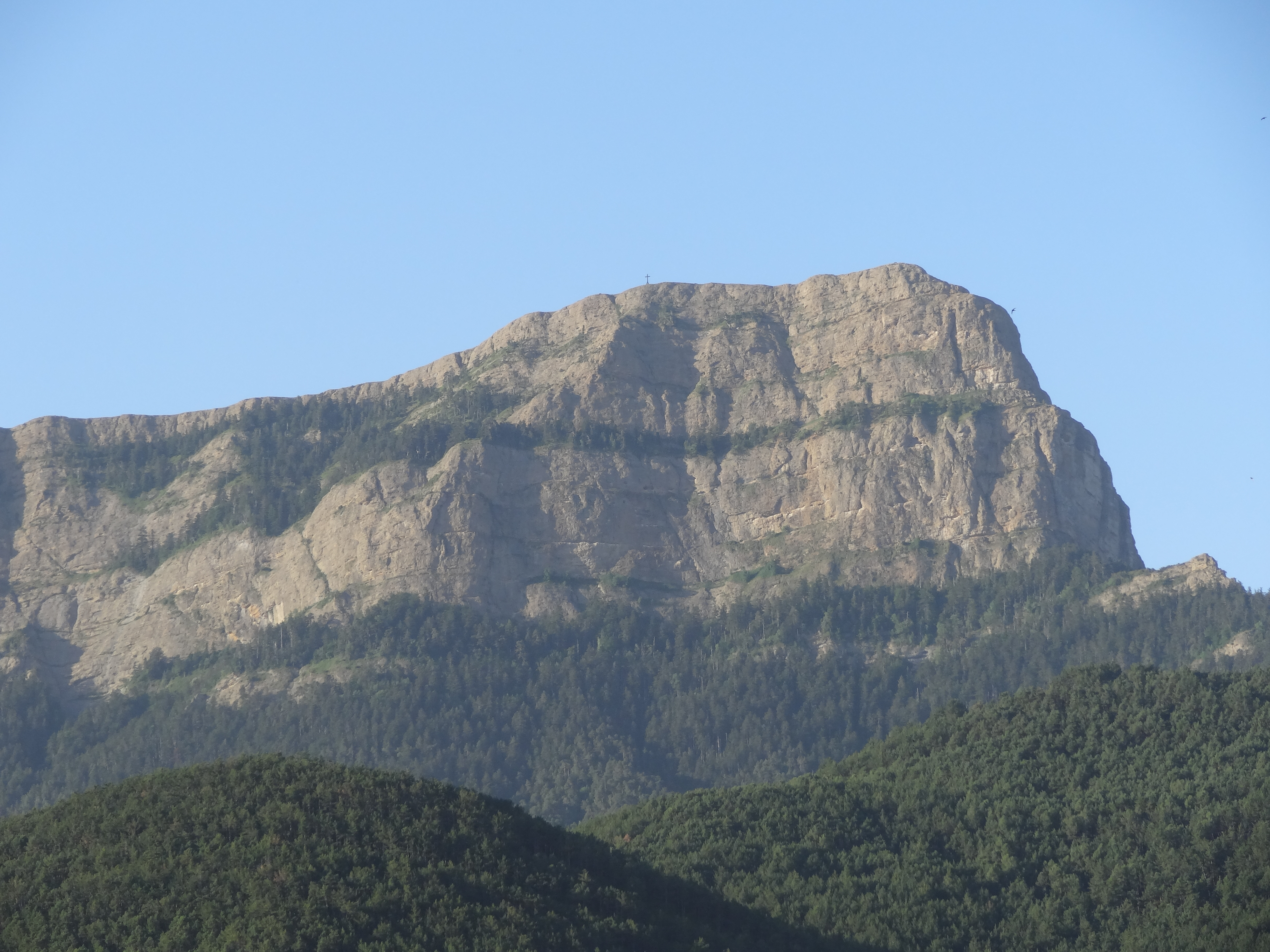
Vista de la Peña Oroel.

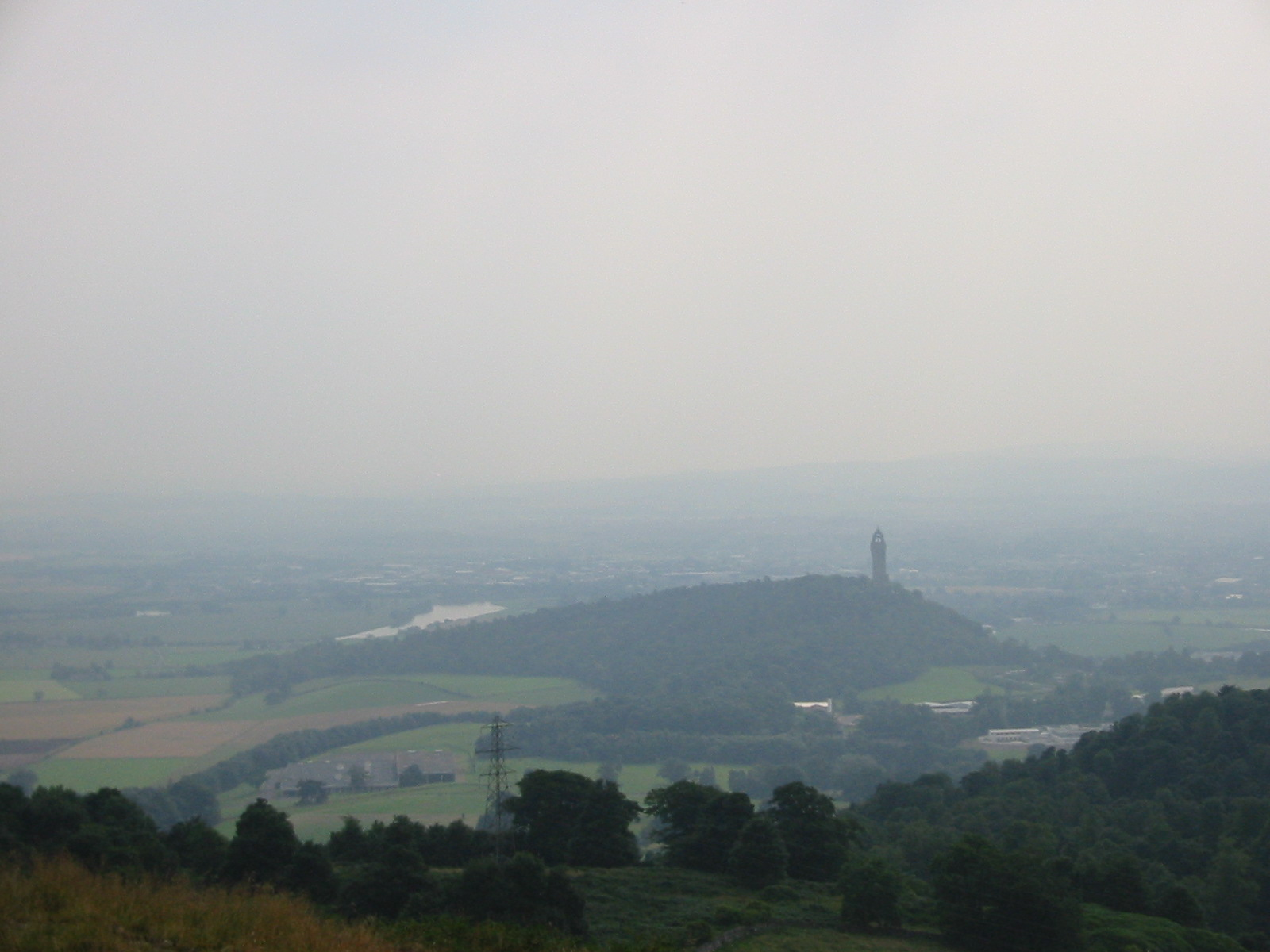
The Abbey Craig (La Peña Abbey), una peña con cola cerca de la Universidad de Stirling. El Monumento a Wallace se encuentra situado a la derecha de la peña. Se puede observar la larga cola como se inclina hacia abajo girando a la izquierda.

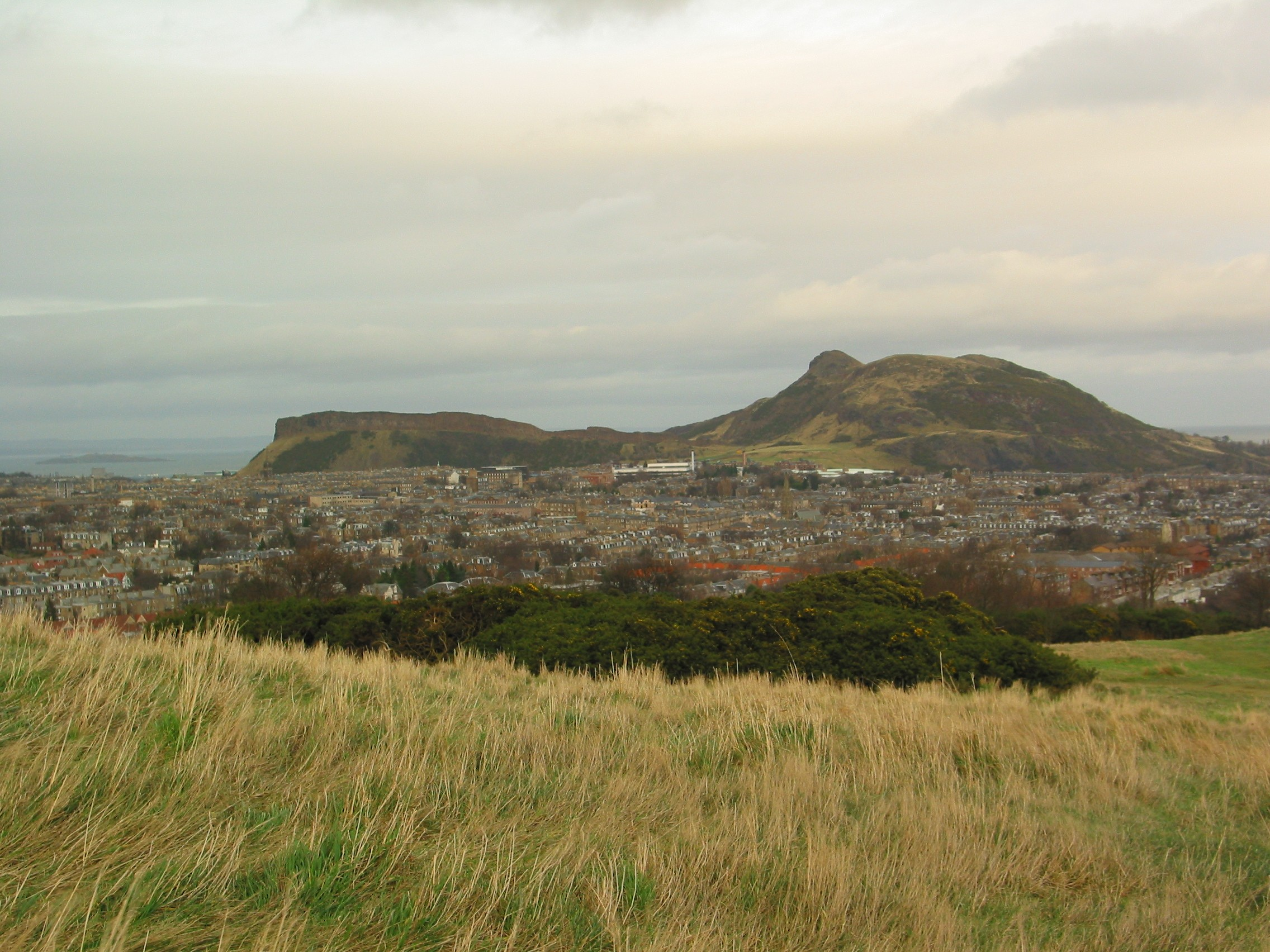
A la izquierda, las peñas de Salisbury, con el "asiento de Arturo" de Edimburgo a la derecha, descendiendo sus colas hacia el este, a la derecha.

Una peña es una colina, monte o protuberancia rocosa, generalmente aislada de otras elevaciones de mayor altitud en relación con esta. Normalmente, las peñas se forman cuando un glaciar o una capa de hielo pasan por encima de un área que contiene capas de rocas particularmente elásticas, tratándose a menudo de un tapón de granito o alguna otra estructura volcánica. La fuerza del glaciar erosiona el material más débil que la rodea, dejando al bloque rocoso erguido con respecto al terreno circundante. Frecuentemente la peña sirve como resguardo parcial al material más blando que se encuentra en la estela del glaciar, la cual permanece como una cresta formando una rampa estrecha (llamada cola) en la cara que da a sotavento de la peña.
En otros ejemplos, o en aquellos en los cuales la formación se ha visto rodeada por el mar, la cola desaparece a menudo, habiendo sido eliminada por la erosión posterior al efecto del glaciar.
Ejemplos de formaciones de peñas y colas son:
- Castle Rock en Edimburgo, Escocia es la peña sobre la cual se asienta el Castillo de Edimburgo.
- El Castillo de Stirling está ubicado en una peña en Stirling, Escocia.
- La Peña de Bernal, ubicada en el estado de Querétaro, México.
- Peña Careses, en Asturias, España.
- Peña Oroel en la Jacetania, provincia de Huesca, España

Una formación similar, con una menor concentración de materiales caracterizados por su elasticidad en su núcleo se conoce con el nombre de drumlin.